# سیف محمد
سیف محمد (عربی: سيف محمد آل بشر؛ زادهٔ ۱۵ سپتامبر ۱۹۸۳) یک بازیکن فوتبال اهل امارات متحده عربی است.
از باشگاه‌هایی که در آن بازی کرده‌است می‌توان به باشگاه فوتبال العین، باشگاه فوتبال الشعب امارات، و باشگاه فوتبال الظفره، باشگاه فوتبال الشعب امارات، و تیم ملی فوتبال امارات متحده عربی اشاره کرد.
وی همچنین در تیم ملی فوتبال امارات متحده عربی بازی کرده‌است.